# Robert Lefèvre
Robert Lefèvre (n. 24 septembrie 1755, Bayeux, Basse-Normandie, Franța – d. 3 octombrie 1830, Paris, Franța) a fost un portretist și pictor francez pe teme religioase și istorice.
Pe toată durata Consulatului, Imperiului și Restaurației a fost, rând pe rând, portretistul primului consul Napoléon Bonaparte, al împăratului Napoleon I și al Burbonilor readuși la tronul Franței prin Ludovic al XVIII-lea. 